# Keyo
Le keyo (ou elgeyo) est une langue nilo-saharienne de la branche des langues nilotiques parlée dans l'Ouest du Kenya, dans le Sud du district d'Elgeyo-Marakwet.

## Les Keyo
Les Elgeyo s'auto-désignent par le nom de /kéyaːt/ ou /kéyêːk/, au singulier, /kéyo/ ou /kéyaː/. Le terme /kéyo/ s'applique aussi à la langue.

## Classification
Le keyo est une des langues parlées par les Kalenjins, et fait partie d'un sous-groupe où l'on trouve également le nandi, le markweta et le kipsikis. Ces langues et dialectes forment, avec le datooga et l'omotik (en), le sous-groupe des langues nilotiques méridionales, rattaché aux langues soudaniques orientales.

## Phonologie
Les tableaux présentent les voyelles et les consonnes du keyo.

### Voyelles
|         | Antérieure  | Centrale    | Postérieure |
| ------- | ----------- | ----------- | ----------- |
| Fermée  | i [i] ɪ [ɪ] |             | ʊ [ʊ] u [u] |
| Moyenne | e [e] [ɛ]   |             | ɔ [ɔ] o [o] |
| Ouverte |             | a [a] ɑ [ɑ] |             |

À cet inventaire s'ajoutent les dix voyelles longues. 

### Deux types de voyelles
Le keyo différencie les voyelles selon leur lieu d'articulation. Elles sont soit prononcées avec l'avancement de la racine de la langue, soit avec la rétraction de la racine de la langue.

Les voyelles avec avancement de la racine de la langue sont [i], [e], [o], [a], [u], ainsi que les longues correspondantes. 
Les voyelles avec rétraction de la racine de la langue sont [ɪ], [ɛ], [ɔ], [ɑ], [ʊ], avec les voyelles longues.

### Consonnes
|               |               | Bilabiale | Alvéolaire | Palatale | Vélaire |
| ------------- | ------------- | --------- | ---------- | -------- | ------- |
| Occlusives    | Occlusives    | p [p]     | t [t]      |          | k [k]   |
| Fricative     | Fricative     |           | s [s]      |          |         |
| Affriquées    | Affriquées    |           |            | c [t͡ʃ]   |         |
| Nasale        | Nasale        | m [m]     | n [n]      | ɲ [ɲ]    | ŋ [ŋ]   |
| liquide       | liquide       |           | l [l]      |          |         |
| Roulée        | Roulée        |           | r [r]      |          |         |
| Semi-voyelles | Semi-voyelles | w [w]     |            | y [j]    |         |

### Une langue tonale
Le keyo est une langue tonale.

## Sources
- (en) Prisca Jerono, Hillary Sang, Andrew Chelimo et Jane Akinyi Ngala Oduor, A unified orthography for Kalenjin languages of Kenya (Keiyo, Kipsigis, Marakwet, Nandi, Pokot, Sabaot, Tugen), 2014
- (de) Franz Rottland, Die südnilotischen Sprachen. Beschreibung, Vergleichung und Rekonstruktion, Berlin, Dietrich Reimer Verlag, coll. « Kölner Beiträge zur Afrikanistik » (no 7), 1982 (ISBN 3-496-00162-3)
- Serge Tornay, « Essai sur le vocabulaire de parenté des Keyo du Kenya », L’Homme, vol. 9, no 2,‎ 1969, p. 113-135 (DOI 10.3406/hom.1969.367049, lire en ligne)
- Serge Tornay, Une contribution à l'étude du kalenjin: recherches sur le parler des Keyo du Kenya (Thèse de doctorat), 1970